# Velaines (Celles)
Pour l’article homonyme, voir Velaines (homonymie).
Velaines (en picard : Vlainne) est une section de la commune belge de Celles située en Région wallonne dans la province de Hainaut.
C'était une commune à part entière avant la fusion des communes de 1977.

## Étymologie
Velaines vient du latin villania, signifiant « petite exploitation rurale ».

## Évolution démographique
- Sources : INS, Rem. : 1831 jusqu'en 1970 = recensements, 1976 = nombre d'habitants au 31 décembre.